# Pheraeus argynnis
Pheraeus argynnis är en fjärilsart som beskrevs av Carl Plötz 1883. Pheraeus argynnis ingår i släktet Pheraeus och familjen tjockhuvuden. Inga underarter finns listade i Catalogue of Life.